# 아우아차판주

아우아차판 주의 위치

아우아차판주(스페인어: Ahuachapán)는 엘살바도르 서부에 위치한 주로 주도는 아우아차판이며 면적은 1,240km2, 인구는 333,406명(2013년 기준)이다. 12개 지방 자치체를 관할한다.